# Pharsalia claroides
Pharsalia claroides là một loài bọ cánh cứng trong họ Cerambycidae.